# Melpomene bicavata
Melpomene bicavata är en spindelart som först beskrevs av F. O. Pickard-Cambridge 1902.  Melpomene bicavata ingår i släktet Melpomene och familjen trattspindlar. Inga underarter finns listade i Catalogue of Life.